# Q1 (gebouw)
Het Q1-gebouw (afkorting van Queensland Number One) bevindt zich in de plaats Surfers Paradise, het toeristisch centrum van de Gold Coast in Australië. De toren bevat 78 verdiepingen en met zijn 322,5 meter is het de op vijf na hoogste woontoren ter wereld en de hoogste wolkenkrabber op het zuidelijk halfrond. Ter vergelijking: de Eiffeltoren is zonder zijn 24 meter hoge antenne 300 meter hoog. De Q1 is de 21st Century Tower in Dubai voorbijgestreefd als de hoogste woontoren ter wereld. Echter zijn de 348 m hoge The Torch (86 verdiepingen), de 380 m hoge Elite Residence (91 verdiepingen), de 393 m hoge 23 Marina (89 verdiepingen), de 414 m hoge Princess Tower (101 verdiepingen), alle vier in de wijk Dubai Marina in Dubai en de 426 m hoge 432 Park Avenue (88 verdiepingen) in New York nog hoger. De Q1 is nummer 62 op de ranglijst van hoogste gebouwen ter wereld en de enige echte wolkenkrabber die nu nog de skyline van de Gold Coast domineert.
De Q1 is ontworpen door Atelier SDG en zijn vorm is geïnspireerd door de Olympische Spelen van 2000, de Olympische toorts en het Sydney Opera House. Het gebouw werd ontwikkeld door de Sunland Group en gebouwd door Sunland Constructions. In 2005 won het de zilveren medaille van de Emporis Skyscraper Award; eerste werd de Turning Torso uit Zweden.
Het gebouw kreeg zijn naam als hommage aan het Australische Olympische roeiteam van 1920, dat Q1 heette.
Het observatiedek is op de 77e verdieping en is de enige observatiedek ter wereld dat aan de kust ligt.
Het gebouw wordt ondersteund door 22 palen, 2 meter in diameter, die tot 40 meter in de grond staan, waarvan 4 meter in vast gesteente. In totaal meet het gebouw 275 meter tot het dak, waarvan de spits 48 meter beslaat. De hoogste (78ste) verdieping ligt op 217 meter. De belangrijkste materialen zijn glas, staal en beton.
De bouw van de Q1 begon in 2002 en werd in 2005 geopend; het adres is Clifford Street.

## Getallen
- Het twee verdiepingen tellende observatiedek biedt plaats aan 400 personen.
- Inclusief de spits is de Q1 slechts een meter lager dan de Eiffeltoren.
- Het penthouse in de Q1 is het duurste dat ooit in Queensland is verkocht.
- Op een hoogte van zestig verdiepingen is er een tien verdiepingen hoge "miniregenwoudtuin", die 's nachts verlicht is.
- Het vloeroppervlak van de Q1 is 209.100 m².
- De toren bevat 527 appartementen.